# Sursk
Sursk – miasto w Rosji, w obwodzie penzeńskim, 92 km na wschód od Penzy. W 2009 liczyło 6 899 mieszkańców.